# フェイス・トゥ・フェイス (キンクスのアルバム)
『フェイス・トゥ・フェイス』（Face to Face）は、1966年にリリースされたザ・キンクスのアルバム。本作はキンクスの主要ソングライターであるレイ・デイヴィスのブレイクスルーであると言える。その作風における皮肉な観察眼と社会風刺が十分に表れた初の作品であった。その作風の変化は初期のロックンロール・スタイルを放棄し、国際的スターへの成長の始まりであった。本作のレコーディングは初めて一回のセッションではなく数ヶ月を要することとなった。レイ・デイヴィスは本作レコーディング前に一時的な心身疲労により休養に入っていた。このアルバムから始まる1966年から1971年の期間はデイヴィスとキンクスの「黄金時代」とその後呼ばれるようになった。
幾人かの音楽評論家は本作をロック／ポップスにおける最初のコンセプト・アルバムの一つと認める。本作の製作当初、レイ・デイヴィスは曲間の無音部に効果音を入れ一繋がりの作品としてリリースする予定でいたが、パイ・レコードから無音部を入れた標準のフォーマットに戻すよう強いられた。結果として「パーティ・ライン」「ワイキキの休暇」「6月の雨の日」等にその効果音の一部が残されたが、最終的には大半が消去された。
本作リリース時バンドは多くのトラブルに遭遇した。ベースのピート・クウェイフが交通事故に遭い一時的にバンドを離れ、そのまま脱退するが二ヶ月で復帰したり、契約上の係争やツアーでのトラブルが多発していた。アルバムの評価はそれほど悪くなかったが、リリース当時は売れ行きがそれほど伸びず、長年廃盤となっていた。1998年にリマスター盤がボーナス・トラックを加えて発売された。

## 曲目
特筆無い限りレイ・ディヴィス作詞作曲。
1. パーティ・ライン - Party Line (R.Davies - D.Davies) 2:35
2. ロージー、家にこないかい - Rosie Won't You Please Come Home 2:34
3. ダンディ - Dandy 2:12
4. 僕の心に深く - Too Much on My Mind 2:28
5. セッション・マン - Session Man 2:14
6. 6月の雨の日 - Rainy Day in June 3:10
7. 田舎の家 - A House in the Country 3:03
8. ワイキキの休暇 - Holiday in Waikiki 2:52
9. 豪華邸宅売ります - Most Exclusive Residence for Sale 2:48
10. ファンシー - Fancy 2:30
11. リトル・ミス・クイーン - Little Miss Queen of Darkness 3:16
12. とても美しい - You're Lookin' Fine 2:46
13. サニー・アフタヌーン - Sunny Afternoon 3:36
14. アイル・リメンバー - I'll Remember 2:27

ボーナス・トラック
1. 僕はウヌボレ屋 - I'm Not Like Everybody Else 3:29
2. 危険な街角 - Dead End Street 3:23
3. 黒い霧を消せ! - Big Black Smoke 2:36
4. ミスター・プレザント - Mr. Pleasant 3:01
5. ディス・イズ・ホエア・アイ・ビロング - This Is Where I Belong 2:25
6. ミスター・リポーター - Mr. Reporter 3:58
7. リトル・ウィメン - Little Women 2:10

- UK release: 1966年10月28日 (Pye NPL-18149 mono: NSPL-18149 stereo)
- US release: 1966年12月7日 (Reprise R-6228 mono: RS-6228 stereo)